# إدر أرياس
إدر أرياس (بالإسبانية: Eder Arias) هو لاعب كرة قدم كولومبي، ولد في 11 أبريل 1983 في مدينة كالي في كولومبيا. لعب مع أمريكا دي كالي ودبليو كونكشن ونادي أكويلا ونادي بلاتنسي ونادي فيكتوريا.

## وصلات خارجية
- إدر أرياس على موقع قاعدة بيانات كرة القدم.إي يو (الإنجليزية)
- إدر أرياس على موقع Soccerway.com (الإنجليزية)